# Pháo đài Zamość

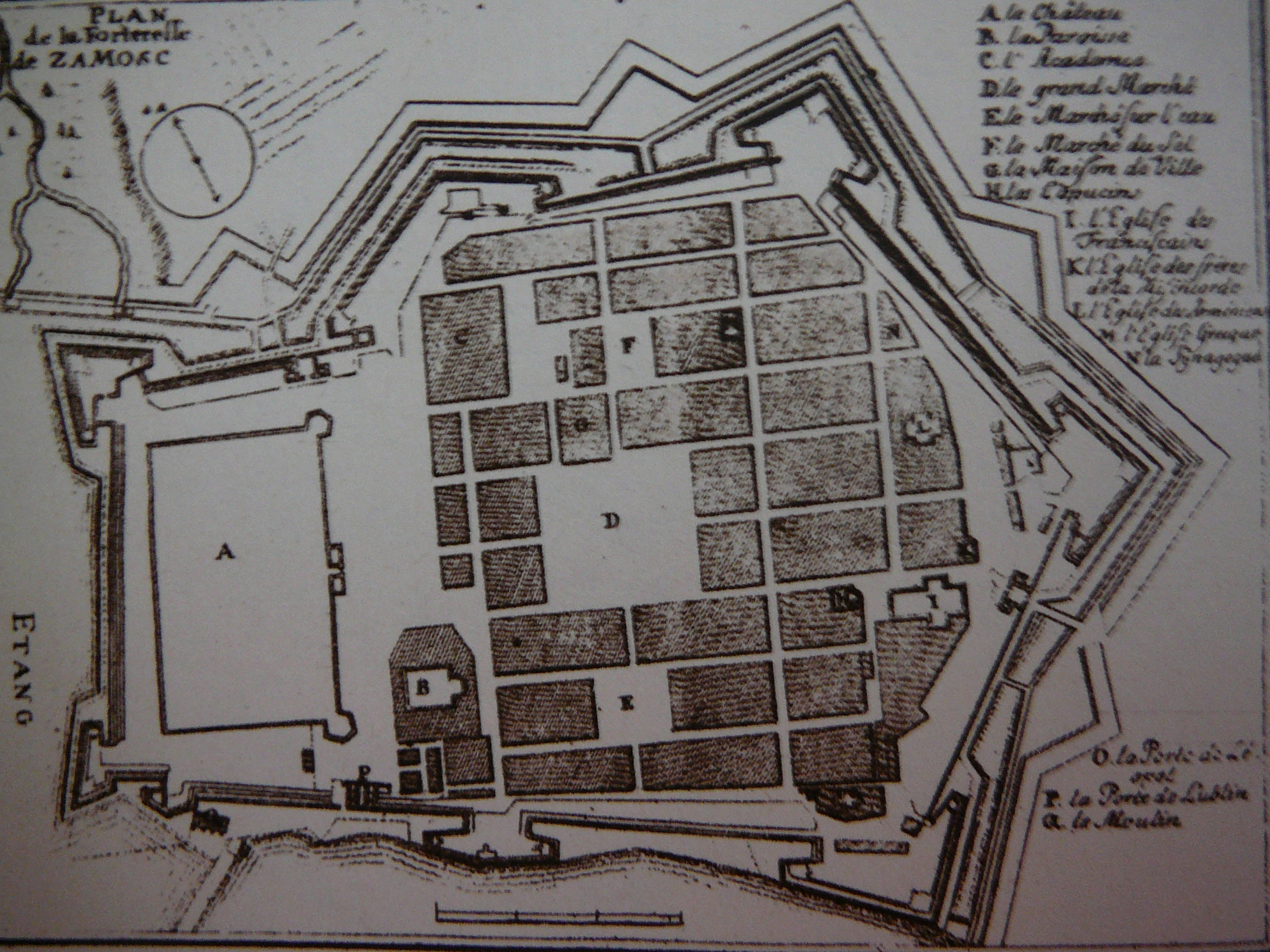
Dự án từ giữa thế kỷ 17

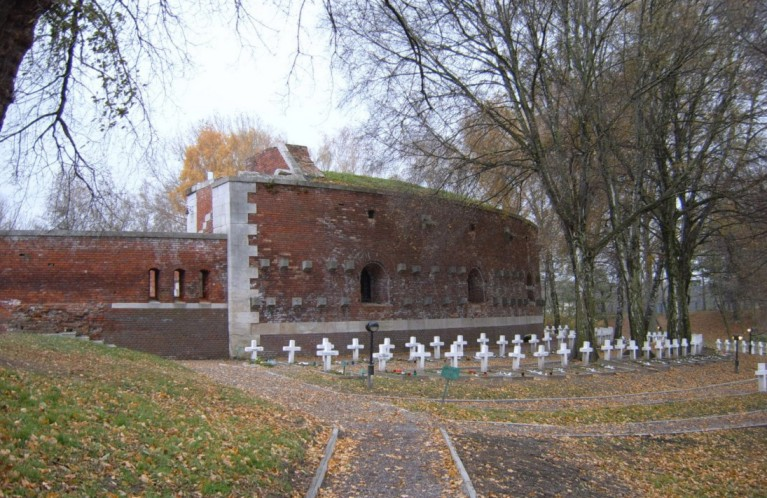
Một trong những mảnh còn sót lại của Pháo đài; ngày nay là một bảo tàng.

Pháo đài Zamość (tiếng Ba Lan: Twierdza Zamość) là một tập hợp các công sự được xây dựng cùng với thành phố Zamość (đông nam Ba Lan). Nó được xây dựng từ năm 1579 đến 1618 và việc xây dựng được khởi xướng bởi Thủ tướng và Sĩ quan Jan Zamoyski. Đây là một trong những pháo đài lớn nhất của Khối thịnh vượng chung Ba Lan-Litva, được xây dựng kiên cố đến mức có thể chống lại các cuộc tấn công của cả người Cossacks và người Thụy Điển trong thời kỳ Deluge. Nó đã được tháo dỡ vào năm 1866, mặc dù các mảnh vỡ vẫn tồn tại.
Nhìn chung, pháo đài đã trải qua sáu cuộc bao vây. Lần đầu tiên diễn ra vào năm 1648, trong cuộc nổi dậy Khmelnytsky. Tám năm sau, nó bị bao quanh bởi quân Thụy Điển, những người đã đến đó một lần nữa vào năm 1703. Sau đó, vào năm 1809, quân đội của Công tước Warsaw đã chiếm được nó từ Áo. Lần dài nhất là cuộc bao vây Zamość năm 1813, khi đồn trú của Ba Lan cầm cự trong 8 tháng bảo vệ pháo đài trước quân Nga. Cuộc bao vây cuối cùng diễn ra trong cuộc nổi dậy tháng 11, khi Zamość là điểm cuối cùng của quốc phòng Ba Lan rơi vào tay quân Nga. Pháo đài, trong khi đó đã trở nên lỗi thời, đã bị đóng cửa vào năm 1866. 

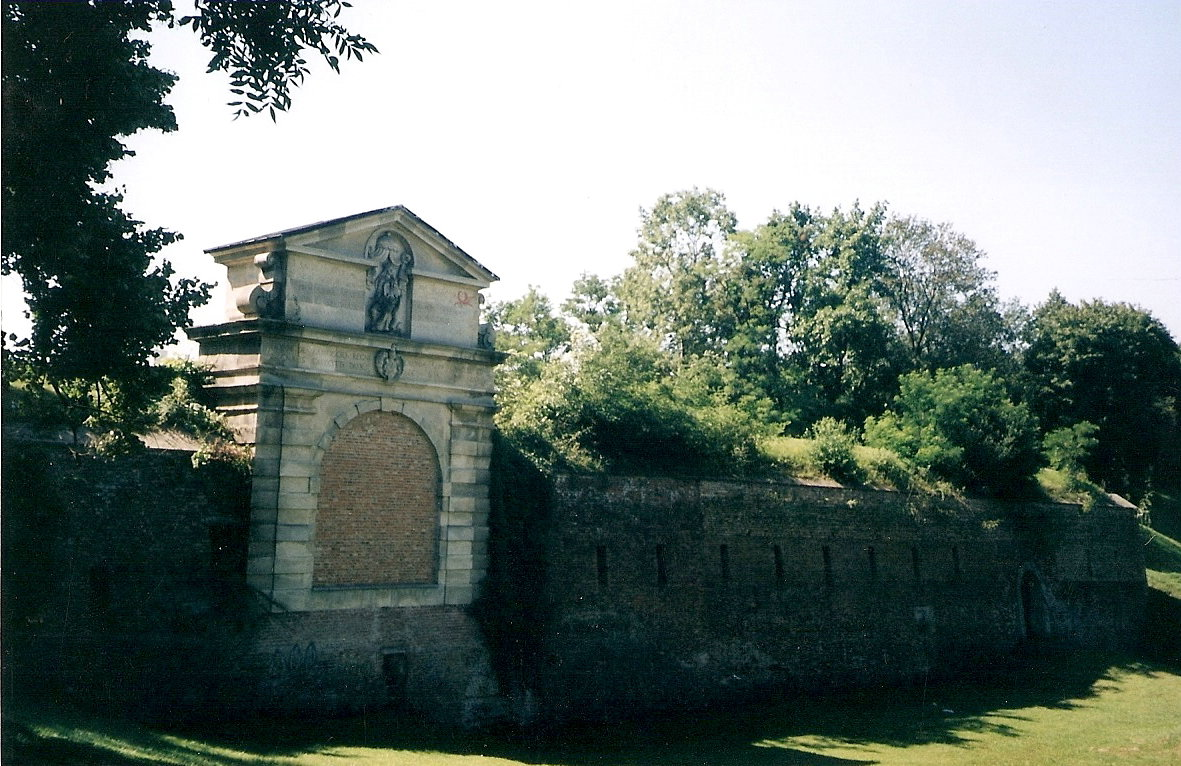
Cổng Lublin cũ

## Xây dựng và thay đổi sau này
Pháo đài Zamość, cũng như thị trấn Zamość, là đứa con tinh thần của Thủ tướng Jan Zamoyski, người vào nửa sau của thế kỷ 16 đã quyết định thành lập một thành phố mới, được đặt theo tên của mình. Điều lệ nền tảng được ban hành vào ngày 3 tháng 4 năm 1580 và tên đầu tiên của thị trấn là Zamośćie bên dòng sông Wieprzec.
Cả công sự và thành phố đều được kiến trúc sư người Ý đến từ Padua, Bernardo Morando lên kế hoạch. Ông quyết định tận dụng hai con sông địa phương — Topornica và Labunka, nơi mà nguồn nước được sử dụng để lấp đầy con hào.
Lâu đài đầu tiên được xây dựng vào năm 1579 và trong những năm tiếp theo, các tòa nhà bổ sung đã được thêm vào — Arsenal (1582), Cổng Lublin (1588), Cổng Lwów (1599) và Cổng Szczebrzeszyn, được hoàn thành vào năm 1603 bởi Blaise Gocman, mỗi cổng có một cầu rút. Toàn bộ khu phức hợp chưa hoàn thành cho đến năm 1620, bởi một kiến trúc sư người Ý khác, Andrea dell'Aqua,, người được Jan Wolff và Jan Jaroszowic giúp đỡ. Pháo đài được tạo hình như một vách ngăn, với bảy thành trì nhỏ, nằm cách nhau khoảng 200 mét, vì đây là tầm bắn của pháo binh từ thế kỷ 17. Pháo đài, với công trình bằng gạch ấn tượng, cao 12 m và dày 2,5 m, là một trong những thành trì hiện đại nhất  và lớn nhất của Khối thịnh vượng chung Ba Lan - Litva, cùng với Kamieniec Podolski.
Năm 1683, kiến trúc sư Jan Michal Link bắt đầu hiện đại hóa pháo đài, cái mà còn tồn tại đến năm 1694. Tường được củng cố và hai pháo đài nhỏ hơn được thay thế bằng một pháo đài lớn. Sau những công trình này, pháo đài không được sửa chữa cho đến năm 1809, khi chính phủ của Công quốc Warsaw đầu tư mạnh vào một số thay đổi. Cổng mới được xây dựng, hai cổng cũ đã bị đóng gạch, pháo đài được mở rộng. Tuy nhiên, công trình chưa hoàn thành vì Pháp xâm chiếm Nga.
Những cải tiến hơn nữa được tiếp tục bởi chính phủ của Quốc hội Ba Lan, mà vào năm 1820, đã mua thành phố từ tài sản thừa kế Stanislaw Kostka Zamoyski. Tất cả các tòa nhà trong phạm vi 1200 mét từ các bức tường đã bị phá hủy, và trong bán kính 2400 mét, chỉ các cấu trúc bằng gỗ còn lại. Một ổ đại bắc đã được xây dựng. Các tòa nhà trong thị trấn đã được tu sửa để phục vụ quân đội. Chúng đã bị tước bỏ các đồ trang trí Baroque và được xây dựng lại theo phong cách tân cổ điển. 

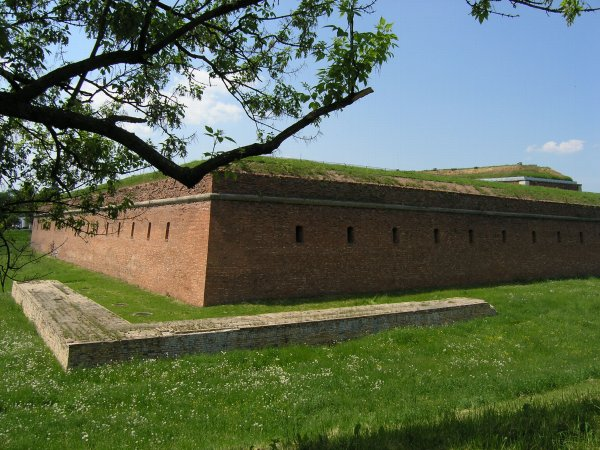
Một phần của công sự

## Cuộc bao vây đầu tiên
Vào tháng 11 năm 1648, trong cuộc nổi dậy Khmelnytsky, Zamość bị bao vây bởi lực lượng Cossack — Tatar chung dưới sự chỉ huy của Bohdan Khmelnytsky và Tugay Bey. Pháo đài được bảo vệ bởi khoảng 4700 binh sĩ dưới quyền của Elbląg Ludwik Weyher và Wladyslaw Myszkowski. Ngoài ra, phía trong các bức tường thành phố, có rất nhiều người tị nạn từ vùng đất Red Ruthenia, Podolia và Volhynia.
Vào ngày 5 tháng 11, kẻ thù đã đốt cháy các ngôi làng gần đó, nhưng pháo đài đã không bị ảnh hưởng. Ngay sau đó, các kỹ sư của Cossack đã tìm cách loại bỏ nước khỏi gò đất phía nam, để lộ bức tường ở khu vực đó. Tuy nhiên, lực lượng của Khmelnytski không đủ, và mùa đông đang đến gần. Vì cùng nhận thức được tình hình khó khăn của họ, cả hai bên đã ký một thỏa thuận ngừng bắn. Với giá 20 000 bùa, lực lượng Cossack-Tatar quyết định chấm dứt cuộc bao vây và trở về vào mùa đông.

## Cuộc bao vây thứ hai
Vào mùa hè năm 1655, các lực lượng chung của Russo-Cossack đã tiếp cận gần pháo đài, nhưng họ đã không cố gắng chiếm được nó. Thay vào đó, cuối năm đó khi Jan II Zamoyski quyết định hỗ trợ Vua John II Casimir của Ba Lan, Zamość bị quân Thụy Điển bao vây (xem: The Deluge (lịch sử Ba Lan)), quân đội xuất hiện tại cổng của thành trì vào ngày 25 tháng 2 năm 1656. Sau vài ngày, vua Charles X Gustav đã gia nhập lực lượng.
Trong giai đoạn cuối của cuộc chiến, Zamość là nhà tù dành cho các sĩ quan cao cấp của Quân đội Thụy Điển. Trong số những người bị giữ ở đó, có Nguyên soái Arvid Wittenberg, người đã chết trong tù.

## Cuộc bao vây thứ ba
Cuối thế kỷ 17 đánh dấu sự suy tàn của Khối thịnh vượng chung, một sự suy giảm thể hiện trong tình trạng sửa chữa chung của pháo đài. Chiến tranh phương Bắc vĩ đại không tha cho Zamość, vì vào ngày 11 tháng 2 năm 1703, các đơn vị Thụy Điển dưới quyền Tướng Magnus Stenbock đã tiếp cận thành trì và bao vây nó. Tuy nhiên, sau một tuần, quân Thụy Điển đã rút lui, để trở lại vào năm sau với quân đội bổ sung. Những người bảo vệ Ba Lan, chỉ có 260 binh lính, không thể chống lại những kẻ tấn công và nhanh chóng đầu hàng. Sự chiếm đóng của Thụy Điển rất ngắn ngủi. Vào năm 1705, binh lính Nga, với sự cho phép của Ordynat Tomasz Jozef Zamoyski, đã vào Zamość. 1000 đồn trú của Nga vẫn đóng ở đó cho đến tháng 5 năm 1706. 

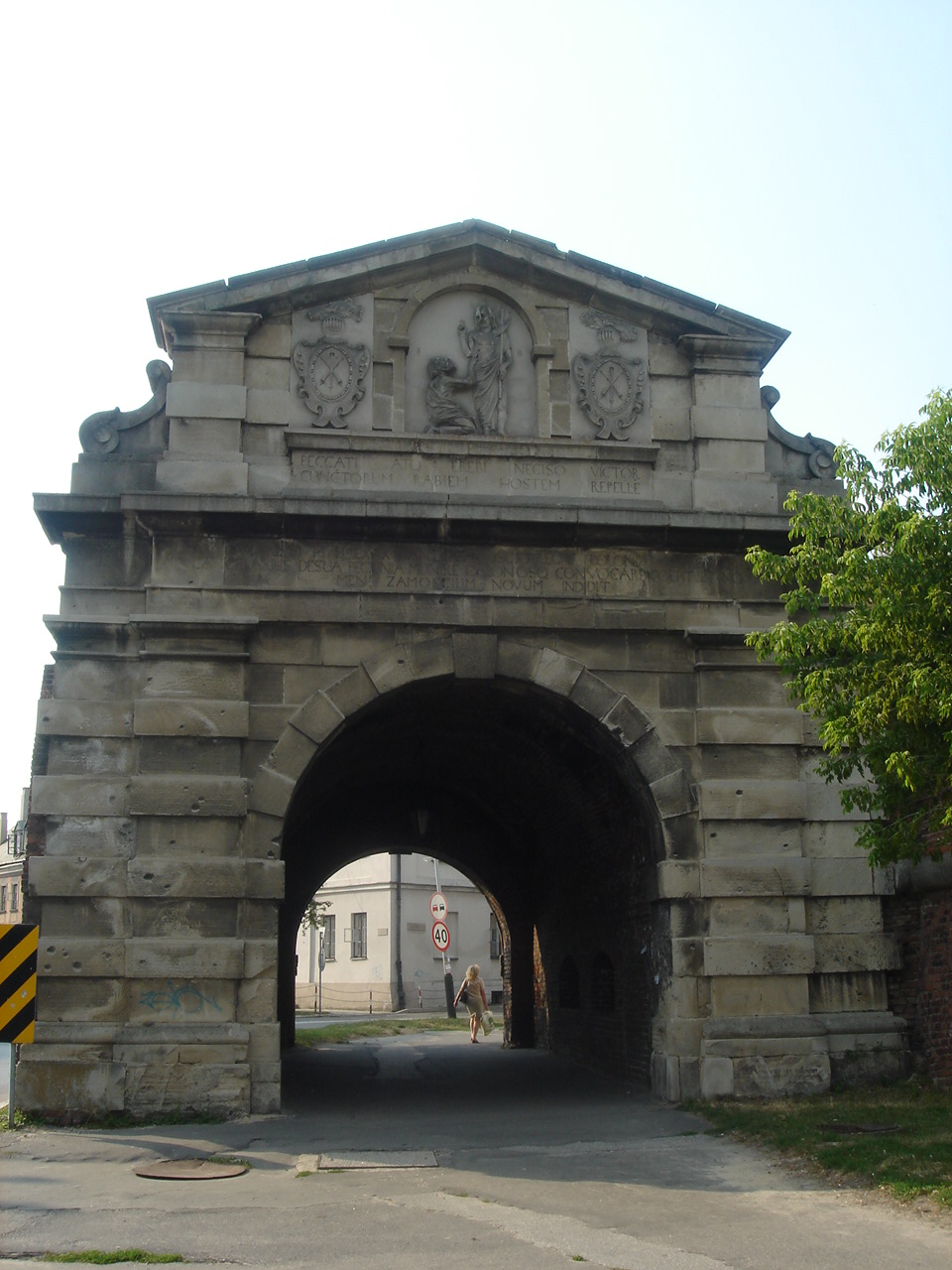
Cổng Lwów cũ

## Cuộc bao vây thứ tư
Sau thời kỳ phân chia của Ba Lan, Zamość trở thành một phần của Đế quốc Áo, cho đến năm 1809. Trong Chiến tranh Napoléon, quân của Công quốc Warsaw, dưới thời Hoàng tử Jozef Poniatowski, bao vây Zamość và chiếm được nó. Cuộc bao vây bắt đầu vào ngày 15 tháng 5 năm 1809, khi các đơn vị dưới quyền Tướng Ignacy Kamienski tiếp cận pháo đài, nơi đồn trú của họ gồm 3000 binh sĩ, do Đại tá Ferdinand von Pulszky chỉ huy. Hai ngày sau, các lực lượng Ba Lan được tăng cường bởi các đơn vị bổ sung dưới quyền tướng Jean Pelletier của Pháp, từng phục vụ trong Quân đội Ba Lan. Lực lượng Ba Lan-Pháp được hỗ trợ bởi sự gia nhập quân đội của người dân địa phương, cũng có một số tân binh người Áo là người Ba Lan. Trong cuộc tấn công, những người lính này đã không tham gia chiến đấu. Cuộc tấn công diễn ra vào đêm ngày 19 tháng 5 năm 1809, từ 2 đến 4 giờ sáng. Mục tiêu chính được nhắm vào Cổng Lublin, khiến người Áo ngạc nhiên, vì họ đã mong đợi cuộc tấn công vào bức tường phía nam yếu nhất. Pháo đài đã bị chiếm sau vài giờ. Một trong những người tham gia cuộc bao vây, Joanna Zubrowa, trở thành người phụ nữ đầu tiên nhận được huy hiệu dân quân Virtuti. 

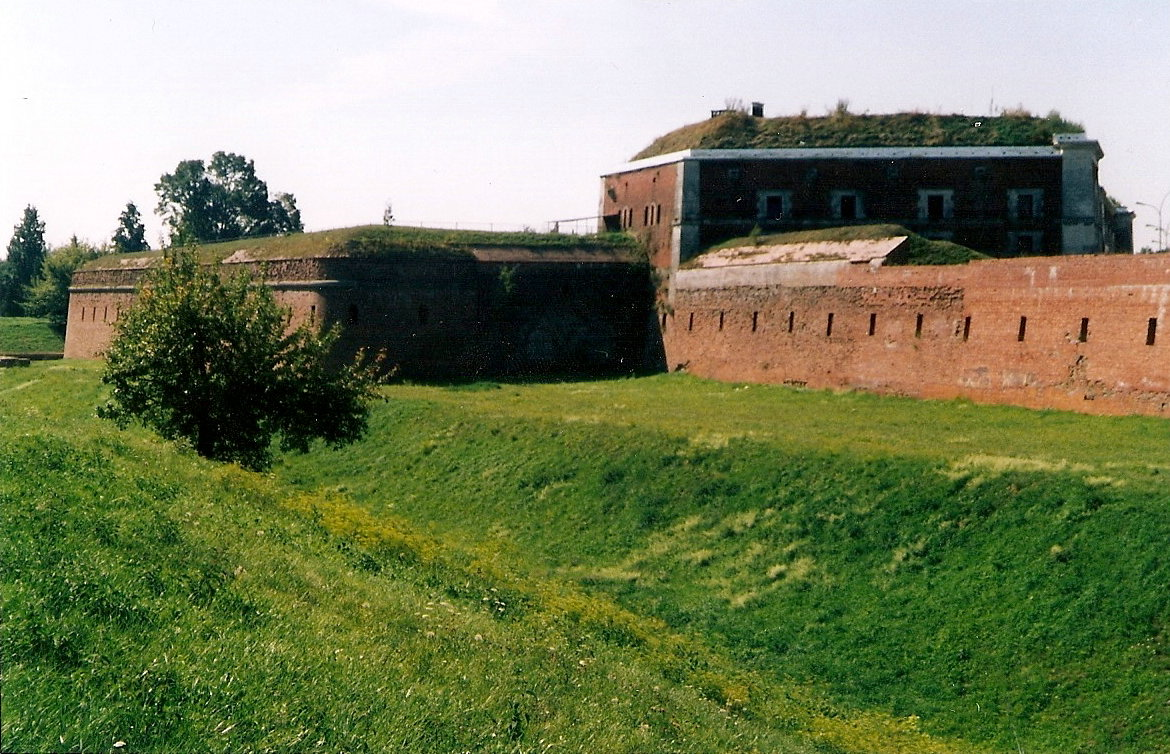
Pháo đài

## Cuộc bao vây thứ năm
Sau cuộc xâm lược thất bại vào Nga (1812) của Napoléon, pháo đài đã bị quân Nga bao vây, sau đó, họ tiếp cận Zamość vào tháng 2 năm 1813. Quân bảo vệ Ba Lan, dưới quyền của tướng Maurycy Hauke đã chuẩn bị kỹ lưỡng, với 4000 binh sĩ, 130 khẩu pháo và thực phẩm trong bốn tháng. Quân Nga được chỉ huy bởi Tướng Rath, và số lượng của họ ước tính lên tới 17 000 quân (tính đến tháng 8 năm 1813), với 160 khẩu pháo. Sau một vài tuần bao vây, dịch bệnh scurvy bùng phát trong pháo đài. Tuy nhiên, điều này đã được khống chế. Hàng phòng thủ Zamość của Ba Lan tiếp tục trong vài tháng. Vào giữa tháng 6, cả hai bên đã ký một thỏa thuận ngừng bắn tạm thời và quân Nga đã hạn chế các hành động mùa hè của họ để ngăn chặn hoạt động của pháo đài. Nhiều tháng bao vây làm cạn kiệt tài nguyên và vật tư của quân phòng thủ. Vào tháng 10 năm 1813, khoảng 1200 binh sĩ bị ốm và hầu như tất cả đều chết đói. Tất cả ngựa, chó và mèo đã bị ăn thịt, trong vòng một tháng, 450 người đã chết. Vào ngày 22 tháng 10, tin tức về sự thất bại của Napoléon trong Trận chiến tại Leipzig đã loan đến Zamość, và nó hạ thấp tinh thần của người Ba Lan. Quyết định bắt giữ được đưa ra vào ngày 19 tháng 11, sau tám tháng bị bao vây. Trong số 4000 quân, 1500 người chết, chủ yếu là vì bệnh và đói. Pháo đài trở thành một phần của Quốc hội Ba Lan.

## Cuộc bao vây thứ sáu
Trong cuộc nổi dậy tháng 11, pháo đài là một trong những trung tâm kháng chiến chính của Ba Lan. Được chỉ huy bởi Julian Sierawski và sau đó là Jan Krysinski, đơn vị đồn trú của nó bao gồm 3800 binh sĩ. Zamość là một căn cứ của quân Ba Lan hoạt động trong khu vực Lublin. Tuy nhiên, sau thất bại của Ba Lan trong Trận Ostrołęka, người Nga đã chủ chiếm thế thượng phong. Cuộc phong tỏa Zamość bắt đầu vào tháng 7 năm 1831 và pháo đài tự đóng vào ngày 21 tháng 11, là điểm cố thủ cuối cùng của đất nước.

## Thanh lý pháo đài và thời hiện đại
Sau cuộc nổi dậy tháng 11, pháo đài đã sụp đổ. Tiến bộ công nghệ trong chiến tranh là quyết định và cuối cùng, Sa hoàng Alexander II của Nga đã chính thức đóng cửa thành trì vào năm 1866. Trong những năm tiếp theo, phần lớn các công sự đã bị phá hủy.
Năm 1992, Zamość, một trong những di tích cổ về bố cục đô thị thời Phục hưng ở châu Âu, đã được UNESCO đưa vào danh sách Di sản văn hóa thế giới.